# 本社三島神社
本社三島神社（ほんしゃみしまじんじゃ）は、東京都台東区の神社。

## 歴史
弘安年間（1278年 - 1288年）に創建された。鎌倉幕府御家人の河野通有は、弘安の役に際して、地元の大山祇神社で戦勝祈願をしたところ、成就して武勲を挙げることができた。そして、夢の中で「武蔵国豊島郡に大山祇命の分霊を勧請せよ。」という霊夢を見た。そこで上野山に大山祇命を祭神とする神社を創建したのが由来である。
1650年（慶安3年）、幕府により立ち退きが命じられ、代替地の金杉村（現・台東区根岸）に移転した。1710年（宝永7年）、幕府により再度立ち退きが命じられ、浅草小揚町（現・台東区寿）に移転した。
しかし移転の結果、金杉村の氏子は神社から取り残されることになった。そのため、改めて分霊を勧請することになった。そうして根岸には元三島神社が、下谷には三島神社がそれぞれ創建された。
1923年（大正12年）の関東大震災や1945年（昭和20年）の空襲で、その都度焼失した。神社のみならず氏子も大打撃を受けたため、戦後の神社復興はなかなか進まなかった。1965年（昭和40年）頃になって漸く復興に向けて動き始め、1972年（昭和47年）に完成した。

## 交通アクセス
- 田原町駅より徒歩5分。